# Phalotris lativittatus
Phalotris lativittatus là một loài rắn trong họ Rắn nước. Loài này được Ferrarezzi miêu tả khoa học đầu tiên năm 1993.